# شرکت دوچرخه‌سازی ترک
شرکت دوچرخه‌سواری ترک (انگلیسی: Trek Bicycle Corporation) یک شرکت دوچرخه‌سازی در ایالات متحده آمریکا است. این شرکت در تمامی رده های دوچرخه نظیر دوچرخه کوهستان دوچرخه جاده، دوچرخه پیست، تولید دارد.
این شرکت در سال ۱۹۷۵ تأسیس شده و در شهر واترلو، ویسکانسین قرار دارد، تیم‌های مطرح دوچرخه‌سواری همچون تیم ترک-سگافردو از دوچرخه‌های این شرکت استفاده می‌کنند.

## نگارخانه

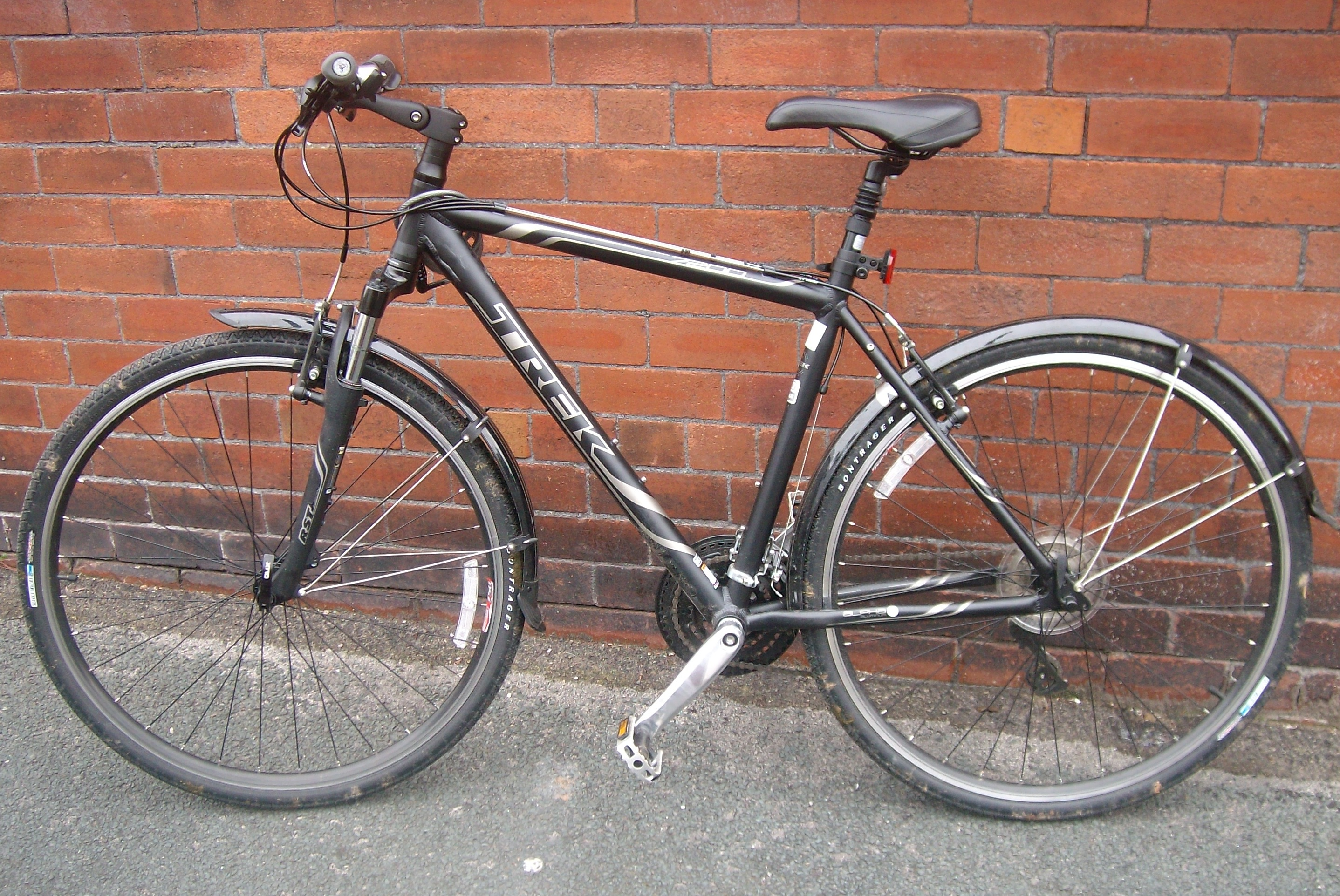
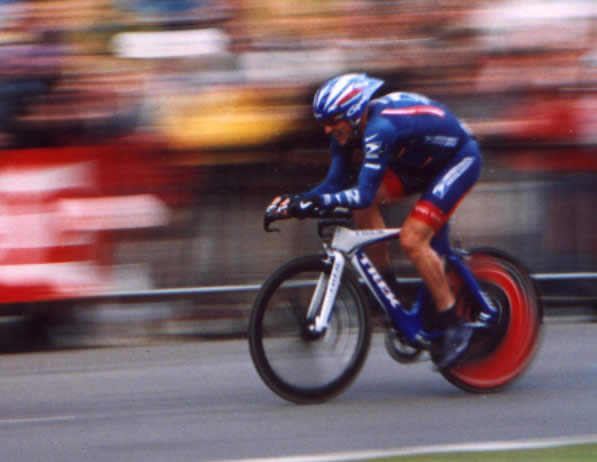
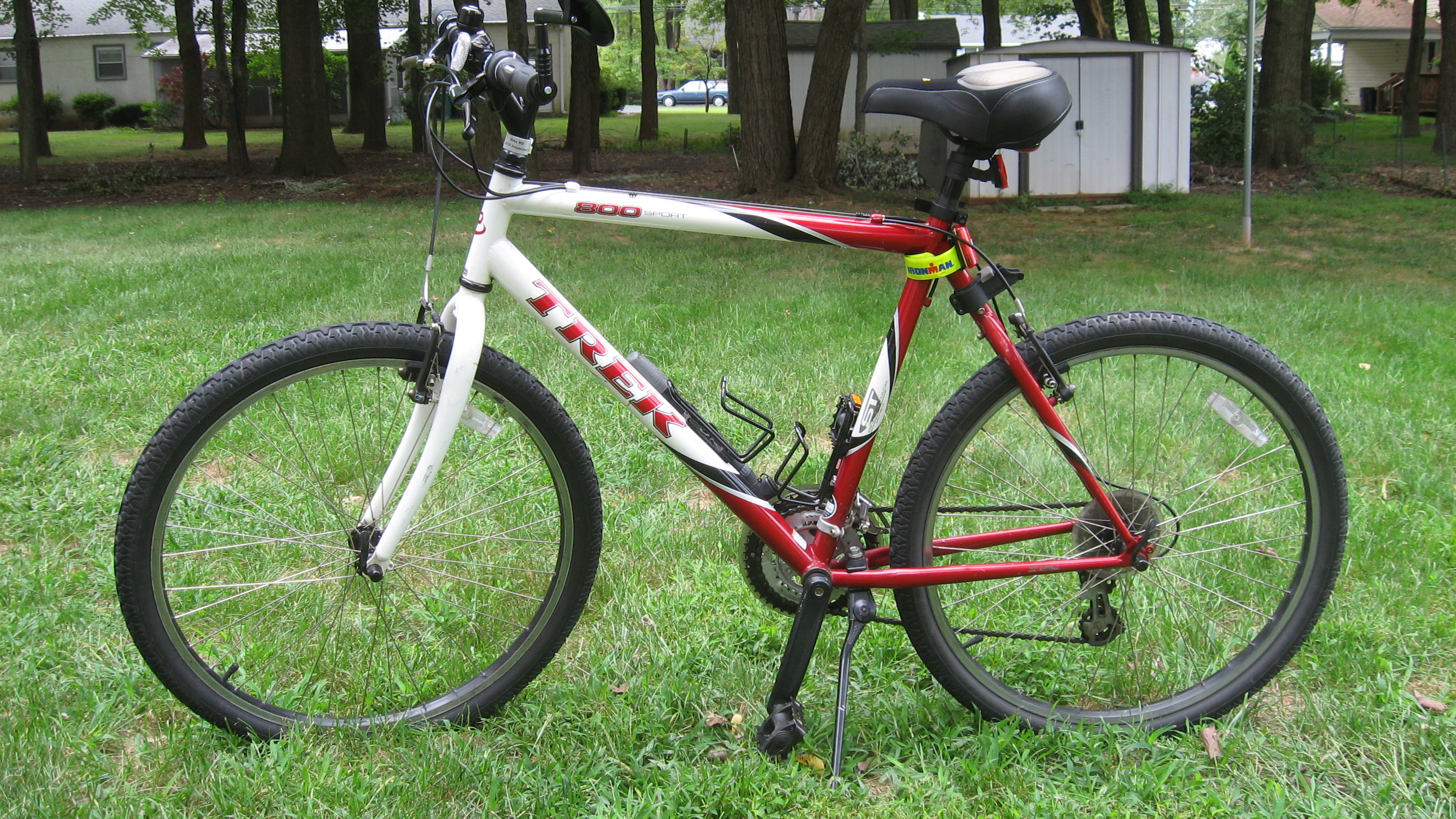
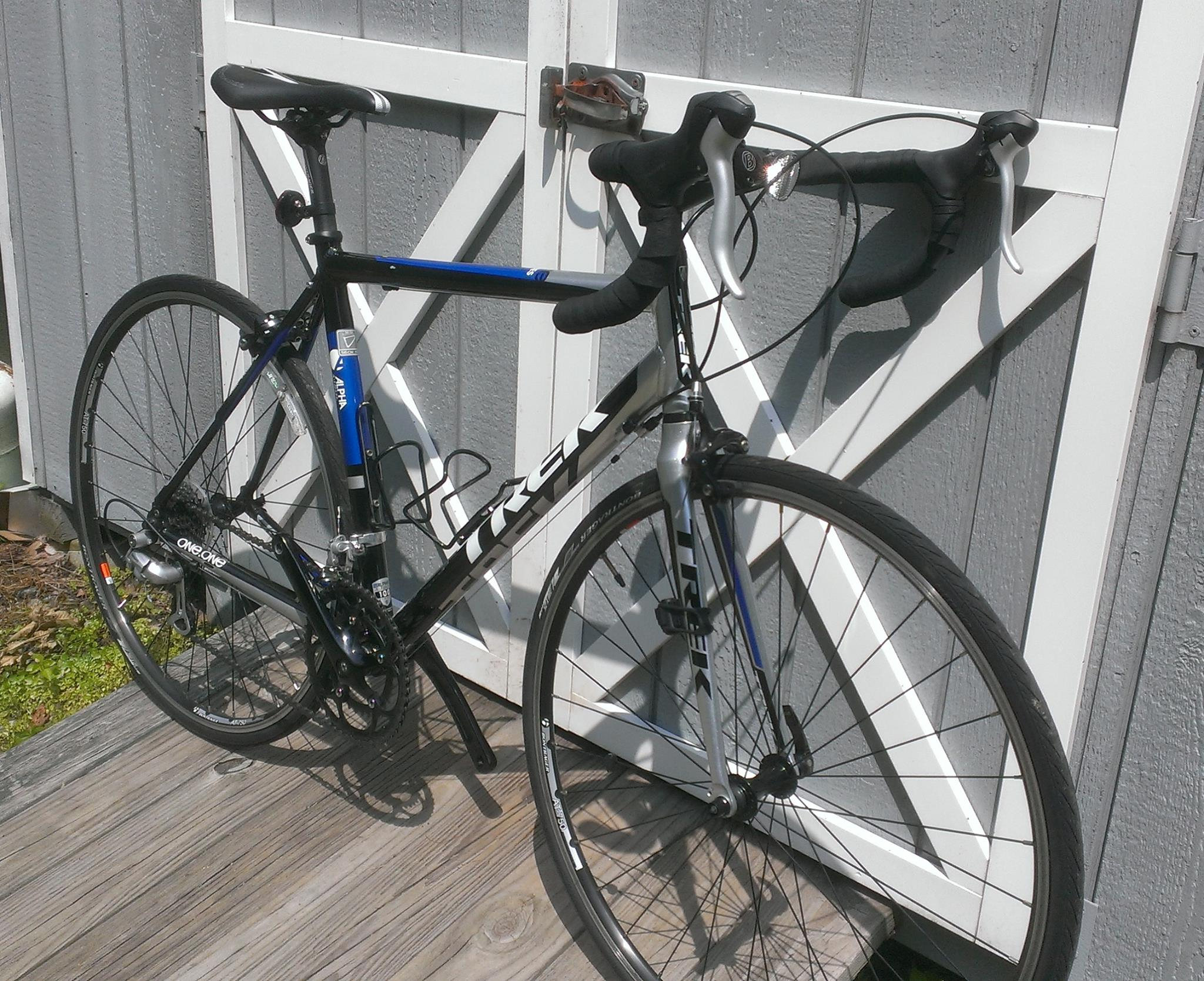
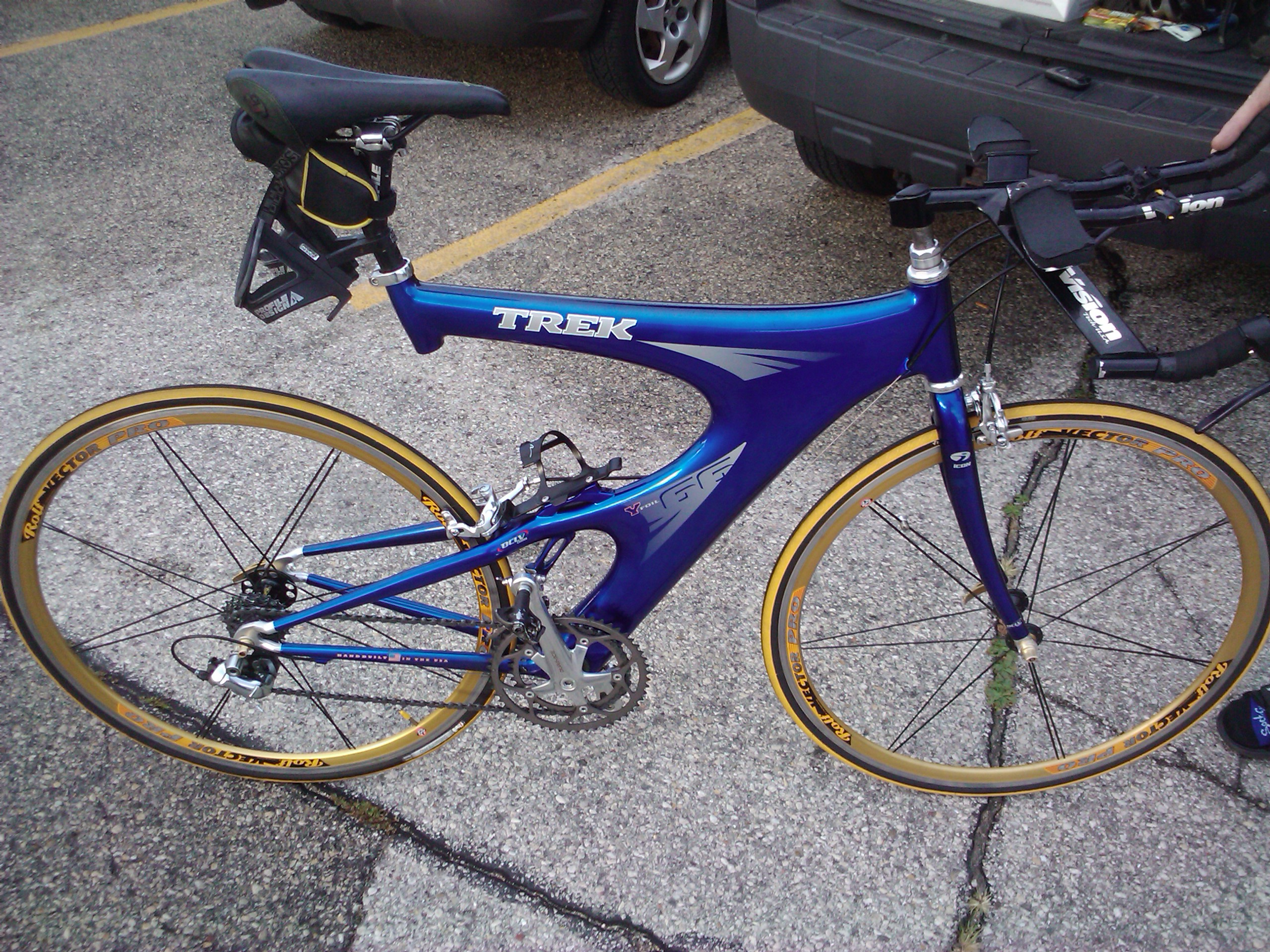
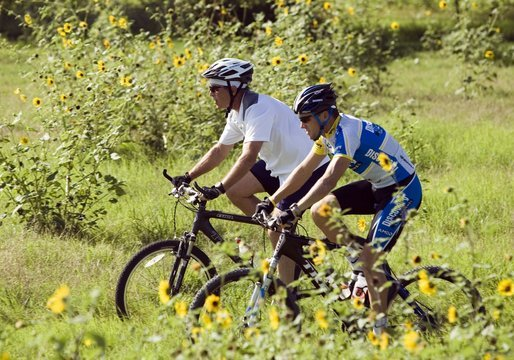
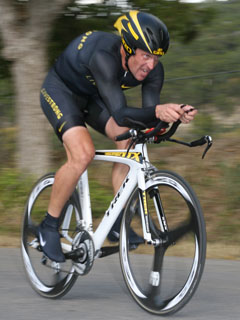
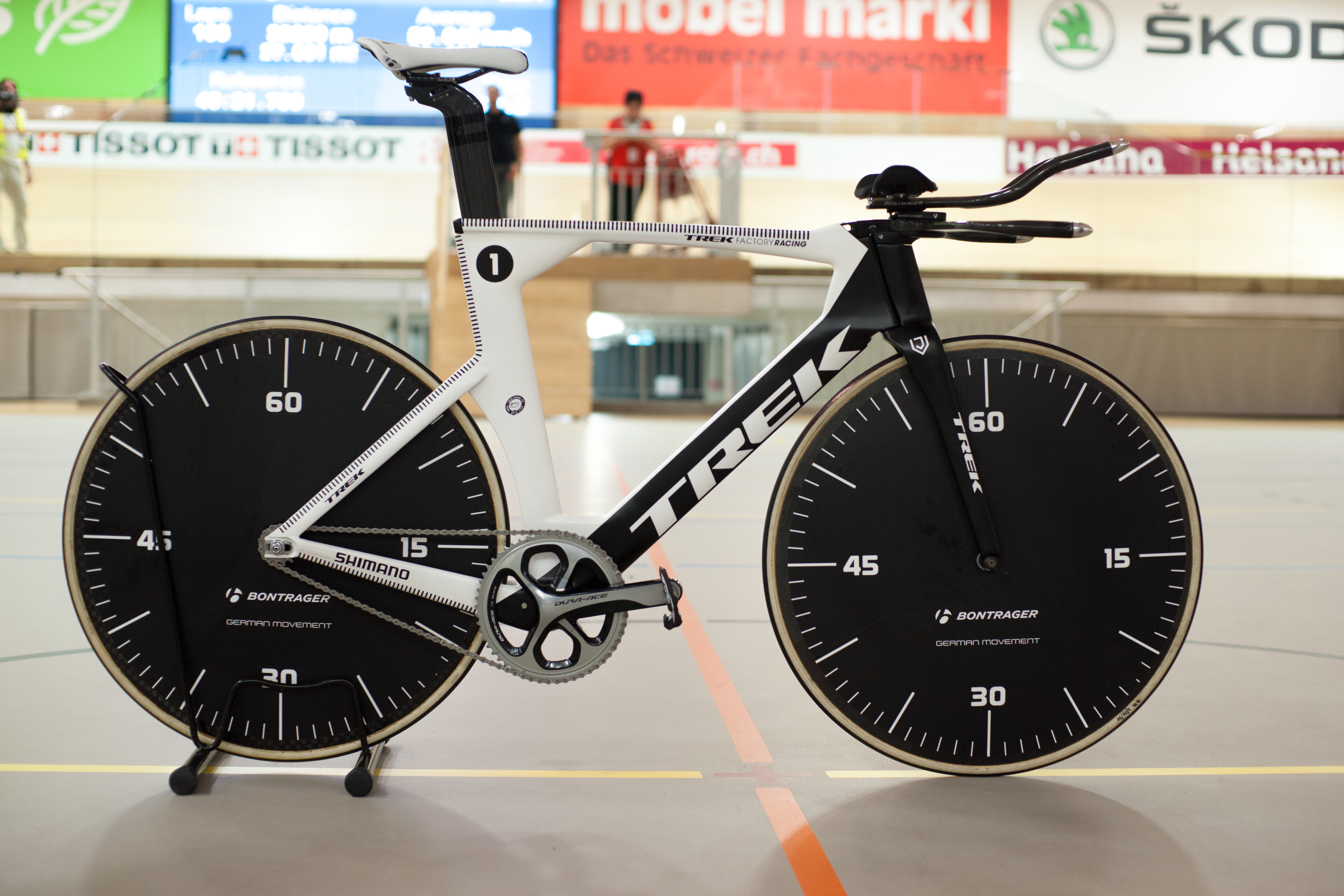